# デニス・ヨンセン
デニス・テルセ・ヨンセン（Dennis Tørset Johnsen, 1998年2月17日 - ）は、ノルウェー・シーエン出身のサッカー選手。USクレモネーゼ所属。ポジションはフォワード。

## 経歴
2015年にローゼンボリBKからSCヘーレンフェーンのユースチームへと移籍し、2017年8月にアヤックス・アムステルダムと契約した。
2019年1月28日、ユース時代を過ごした古巣ヘーレンフェーンにシーズン終了までのレンタルで移籍した。
2020年8月25日、ヴェネツィアFCと契約した。
2024年2月1日、USクレモネーゼに3年半契約で移籍した。